# Margraviato de Ístria
O Margraviato de Istria /ˈɪstriə/ ) foi originalmente um território Carolíngio que cobria a península da Ístria; território que foi conquistada por Carlos Magno filho de Pepino de Itália em 789. Depois de 1364, o Margraviato da Ístria foi o nome da província da Ístria na Monarquia dos Habsburgos, depois do Império Austríaco e finalmente do Império Áustrio-Húngaro. 
O território da Gorizia foi adquirido pelos arquiduques Habsburgo da Áustria em 1374, que desde 1335 mantinham a marcha da  Carniola. Em 1382 eles também ganharam controle sobre a cidade de Trieste.
Depois em 1420, o território foi completamente conquistado por Veneza, a maior parte da Ístria pertencia a Veneza. A Casa Austríaca de Habsburgo mantinha apenas um pequeno território no interior da península ao redor de Pazin ( Mitterburg ), administrado pelo ducado da Carniola. Os governantes dos Habsburgo, no entanto, acrescentaram o título de "Margraviato da Ístria" a seus outros títulos, e esse título, persistiu até a dissolução da monarquia austro-húngara em 1918.
A Ístria veneziana foi substituída pela Monarquia dos Habsburgos (que se tornou o Império Austríaco após 1804) de acordo com o Tratado de Campo Formio de 1797, mas a Ístria foi posteriormente tomada por Napoleão, e na Paz de Pressburg, em 1805, foi anexada ao Reino da Itália. Foi em seguida incorporada ao Império Francês como parte das Províncias da Ilíria em 1809. Em 1815, depois que Napoleão foi derrotado, o território foi devolvido à Áustria como parte do Reino da Ilíria pelo Congresso de Viena de 1815.
Após a fragmentação do reino ilírio, em 1849, o Margraviato da Ístria tornou-se uma subdivisão da terra da coroa do Litoral Austríaco. Ele recebeu considerável autonomia como uma terra da coroa por si só, com o estabelecimento da Dieta da Ístria em Parenzo pela patente de fevereiro de 1861.
Com a derrota do Império Austro-Húngaro na Primeira Guerra Mundial, e a dissolução do Ímperio, a Ístria foi ocupada pelo Reino da Itália, pondo fim ao Margraviato da Ístria.